# Best Practice
Der Begriff Best Practice, auch Erfolgsmethode, Erfolgsmodell oder Erfolgsrezept genannt, stammt aus der angloamerikanischen Betriebswirtschaftslehre und bezeichnet bewährte, optimale bzw. vorbildliche Methoden, Praktiken oder Vorgehensweisen im Unternehmen. Der Begriff wird heute auch allgemeiner für die Erfolgsmethode bzw. bestmögliche Methode verwendet, etwa in politischen Zusammenhängen.

## Bedeutung des Begriffs
Wenn ein Unternehmen nach einer Best Practice vorgeht, setzt es z. B. bewährte und kostengünstige Verfahren, technische Systeme und Geschäftsprozesse ein, die zumindest auf wesentlichen Arbeitsfeldern bekannten Musterbetrieben folgen und es so selbst zum Musterbetrieb für Dritte werden lässt.
Best Practice bedeutet, dass ein bestimmtes Vorgehen allgemein als die sinnvollste Alternative anerkannt ist – man könnte auch von einem De-facto-Standard sprechen. Dieser Ausdruck wird besonders häufig in Bezug auf Computerprogramme und deren Umsetzung sowie für Netzwerkprotokolle und deren Spezifikation angewendet.
Eine Best Practice ist lediglich eine unverbindliche Empfehlung, wie in einem bestimmten Fall vorzugehen ist. Sie ist somit flexibler als ein Standard: Bei geänderten Anforderungen oder Bedingungen kann mitunter eine andere Vorgehensweise erfolgversprechender sein. Ändern sich die Anforderungen permanent, so sollte die Bewertung revidiert werden.

### Gewaltprävention
Im Feld der kriminologisch orientierten Prävention von Gewalt, Mobbing und anderen Delikten sowie in der primären, universellen oder -Generalprävention wird in Deutschland über neuere europäische Versuche der Bewertung und Standardisierung von bekannten Projekten bzw. Programmen immer häufiger die o. g. Terminologie hinzugezogen. So fragt das EUCPN (European Crime Prevention Network) in Abständen nach geeigneten, auszuzeichnenden Praktiken ihrer Mitgliedsländer. Dezentral wird dies auch (bewusst) missverstanden; so treten immer häufiger Programmbetreiber mit der Selbstzertifizierung Best Practice auf, bescheidenere bewilligen sich ein good practice, sobald Prozessevaluation vorliegt.

### Passende deutsche Übersetzung
Der Begriff Best Practice wird mit optimaler Geschäftsablauf, beste Methode, beste Praxis, beste Vorgehensweise oder bestes Verfahren ins Deutsche übersetzt. Die Übersetzung Erfolgsmethode geht über die vergleichende Wertung hinaus und behauptet eine besondere Eignung für ein bestimmtes Ziel.

### Modale Einschränkung
Die Gültigkeit einer besten Vorgehensweise kann modal eingeschränkt werden. So werden z. B. einzelne RFCs als best current practice eingestuft – im Gegensatz zu offiziellen Standards oder internationalen Normen. Der Begriff ist aber auch in anderen Bereichen als der Betriebswirtschaft oder der Computertechnik gebräuchlich.

### Orientierung am Besten
Das Feststellen einer erreichten besten Vorgehensweise ist nach einem Benchmarking möglich, wenn sich mehrere vergleichbare Unternehmen ausgetauscht haben, um den oder die Besten dieser Gruppe herauszufinden. Mit der Orientierung an „Best Practice“ wollen die schwächeren Unternehmen die eigenen Dienstleistungen, Produkte, Projekte, Methoden und Systeme mit der praxistauglichen Elle der anderen messen, bewerten und gegebenenfalls durch neue Zielsetzungen verbessern.
Voraussetzung des Erfolgs ist, die Prozessstruktur aus dem Best-Practice-Unternehmen vollständig zu übertragen. Daran scheitern halbherzige Veränderungen. Wer sich als „Best-Practice-Unternehmen“ rühmt, will auf seine von externer Seite festgestellte vorbildliche Arbeitsweise und -qualität hinweisen.

## Zum Begriffgood practice
Um einen sofortigen Umbau ihres Betriebes zu vermeiden, geben sich Manager ggf. mit good practice zufrieden. Dies bedeutet die Realisierung punktueller Maßnahmen, die den Unternehmenserfolg wenigstens in Teilgebieten deutlich verbessern und einen maßvollen Umbau mit dem Verzicht auf das Anstreben einer Spitzenleistung um jeden Preis verbinden.

## Zum Begriffworst practice
Im Gegensatz zu Best Practice stehen Beispiele, die als worst practice bezeichnet werden müssen, weil sie ineffizient und unproduktiv waren und schlimmstenfalls zum Scheitern einer Aufgabe geführt haben. Darin drückt sich eine A-posteriori-Perspektive aus, d. h., es wurden identifizierbare Fehler begangen.
Ein Vorteil von worst practice ist, dass eindeutige Fehler erkannt und in der Folge potentiell vermieden werden können. Ein Lernen aus Fehlern kann wiederum zu Best Practice führen. Es wird eine Dynamik aus Scheitern und Erfolg deutlich. Allerdings wird worst practice nicht annähernd so öffentlich kommuniziert wie best practice / good practice. Die Gründe dafür können vielfältig sein. Anstelle von Abschreckung könnte Demotivierung die Folge sein. Eine weitere psychologische Erklärung wäre das Negativbild vom Scheitern, das vermieden werden soll.

## Kritik
Die Kritik an Best Practice sieht in ihr einen Ausdruck des US-amerikanischen, neoklassischen Ideals deregulierter Märkte und uneingeschränkter unternehmerischer Prärogative. Sie lehnt es ab, ein solch homogenes unternehmerisches Handeln global – auch in Europa und Japan – durchzusetzen.
Im Unternehmensumfeld gilt, dass Best-Practice-Prozesse nie zugleich State of the Art sein können, da sie per Definition auf Bewährtes aus der Vergangenheit setzen.

## Parallelerscheinungen
Nicht nur auf dem Gebiet der Betriebswirtschaftslehre haben sich spezifische Best Practices im Sinne von bewährten Erfolgsverfahren und -methoden entwickelt. Es gilt beispielsweise auf dem Gebiete der Unternehmensführung der Codex of Corporate Governance und auf dem Gebiete der Regierungsführung der Begriff von Good Governance (seit 1992, World Bank).